# Maďarsko na letních olympijských hrách
Maďarsko na letních olympijských hrách startuje od roku 1896. Toto je přehled účastí, medailového zisku a vlajkonošů na dané sportovní události.

## Účast na Letních olympijských hrách
| Dějiště LOH            | LOH      | Vlajkonoš                                             | Zlatá medaile | Stříbrná medaile | Bronzová medaile | Celkem |
| ---------------------- | -------- | ----------------------------------------------------- | ------------- | ---------------- | ---------------- | ------ |
| 1896 Athény            | LOH 1896 | nebyl                                                 | 2             | 1                | 3                | 6      |
| 1900 Paříž             | LOH 1900 | nebyl                                                 | 1             | 2                | 2                | 5      |
| 1904 St. Louis         | LOH 1904 | nebyl                                                 | 2             | 1                | 1                | 4      |
| 1908 Londýn            | LOH 1908 | István Mudin                                          | 3             | 4                | 2                | 9      |
| 1912 Stockholm         | LOH 1912 | Jenő Reti                                             | 3             | 2                | 3                | 8      |
| 1920 Antverpy          | 1920     |                                                       |               |                  |                  | Ne     |
| 1924 Paříž             | LOH 1924 | Sándor Toldi                                          | 2             | 3                | 4                | 9      |
| 1928 Amsterdam         | LOH 1928 | Kálmán Egri                                           | 4             | 5                |                  | 9      |
| 1932 Los Angeles       | LOH 1932 | Péter Bácsalmási                                      | 6             | 4                | 5                | 15     |
| 1936 Berlín            | LOH 1936 | Péter Bácsalmási                                      | 10            | 1                | 5                | 16     |
| 1948 Londýn            | LOH 1948 | Imre Németh                                           | 10            | 5                | 12               | 27     |
| 1952 Helsinky          | LOH 1952 | Imre Németh                                           | 16            | 10               | 16               | 42     |
| 1956 Melbourne         | LOH 1956 | József Csermák                                        | 9             | 10               | 7                | 26     |
| 1960 Řím               | LOH 1960 | János Simon                                           | 6             | 8                | 7                | 21     |
| 1964 Tokio             | LOH 1964 | Gergely Kulcsár                                       | 10            | 7                | 5                | 22     |
| 1968 Ciudad de México  | LOH 1968 | Gergely Kulcsár                                       | 10            | 10               | 12               | 32     |
| 1972 Mnichov           | LOH 1972 | Gergely Kulcsár                                       | 6             | 13               | 16               | 35     |
| 1976 Montréal          | LOH 1976 | Jenő Kamuti                                           | 4             | 5                | 13               | 22     |
| 1980 Moskva            | LOH 1980 | István Szivós                                         | 7             | 10               | 15               | 32     |
| 1984 Los Angeles       | 1984     |                                                       |               |                  |                  | Ne     |
| 1988 Soul              | LOH 1988 | István Vaskuti                                        | 11            | 6                | 6                | 23     |
| 1992 Barcelona         | LOH 1992 | Tibor Komáromi                                        | 11            | 12               | 7                | 30     |
| 1996 Atlanta           | LOH 1996 | Bence Szabó                                           | 7             | 4                | 10               | 21     |
| 2000 Sydney            | LOH 2000 | Rita Kőbán                                            | 8             | 6                | 3                | 17     |
| 2004 Athény            | LOH 2004 | Antal Kovács                                          | 8             | 6                | 3                | 17     |
| 2008 Peking            | LOH 2008 | Zoltán Kammerer                                       | 3             | 5                | 2                | 10     |
| 2012 Londýn            | LOH 2012 | Péter Biros                                           | 8             | 4                | 6                | 18     |
| 2016 Rio de Janeiro    | LOH 2016 | Áron Szilágyi (zahájení) Katinka Hosszúová (ukončení) | 8             | 3                | 4                | 15     |
| 2020 Tokio             | LOH 2020 | Aida Mohamedová László Cseh                           | 6             | 7                | 7                | 20     |
| 2024 Paříž             | LOH 2024 |                                                       |               |                  |                  | x      |
| Celkem                 | 27       |                                                       | 181           | 154              | 176              | 511    |
| Zdroj na Olympedia.org |          |                                                       |               |                  |                  |        |